# Pulau Rakyat Pekan
Pulau Rakyat Pekan is een bestuurslaag in het regentschap Asahan van de provincie Noord-Sumatra, Indonesië. Pulau Rakyat Pekan telt 2318 inwoners (volkstelling 2010).